# Луизиана Ред
Луизиана Ред (англ. Louisiana Red, настоящее имя Айверсон Минтер (англ. Iverson Minter); 23 марта 1932, Бессемер, Алабама, США — 25 февраля 2012, Ганновер, Германия) — американский блюзовый гитарист, вокалист и автор песен. Лауреат Blues Music Awards в номинациях «Исполнитель традиционного блюза» (1983), «Исполнитель акустического блюза» (2010), «Альбом акустического блюза» (2010, вместе с Дэвидом Максвеллом), номинант Blues Music Awards «Исполнитель традиционного блюза» (1982, 2000, 2010), «Альбом традиционного блюза» (1996, 2000, 2010), «Альбом современного блюза» (1984),  «Альбом года» (2000, 2010), «Исполнитель акустического блюза» (2002), «Песня года» (2000). Также может быть известен под псевдонимами Alabama Sam, Crying Red, Sugarman George, Texas Jim,  Playboy Fuller, Rocky Fuller (под ними не записывался, за исключением последних двух). Луизиана Ред писал «леденящие душу блюзовые песни», основанные на его собственной жизни, «болезненно личный блюз», исполненный проникновенным голосом и дополненный слайд-техникой на акустической гитаре.

## Биография
Родившийся 23 марта 1932 года в Алабаме Айверсон Минтер рано потерял родителей: его мать умерла от пневмонии вскоре после его рождения, а отца линчевал Ку-клукс-клан в 1937 году. Отец перед смертью успел попросить тётю Айверсона приглядеть за ним. С 9 лет Айверсон Минтер жил вместе со своей бабушкой и дядей в Питтсбурге. Выучился играть на гитаре и гармошке самостоятельно, и уже с раннего возраста выступал на улицах за брошенную мелочь. В 1945 году в 13-летнем возрасте уехал в Чикаго, где продолжил такие же выступления. Утверждается, что он принял участие в записи первых синглов Мадди Уотерса и Литтл Уолтера
В 16 лет Минтер прибавил два года к своему возрасту и подписал контракт с армией США, служил в Корее во время Корейской войны. Он проходил службу в трудовом батальоне, и вечерами в клубе пел блюз. На службе Минтер состоял до 1958 года. В 1959 году он вернулся в музыку, начав работать в Детройте в группе Джона Ли Хукера. Первые записи музыканта увидели свет в 1960 году, эти записи были сделаны под псевдонимами Rocky Fuller и Playboy Fuller, и они очень напоминали работы самого Джона Ли Хукера, так же как иные работы «вопиющие, но чрезвычайно энергичные имитации Лайтнина Хопкинса и Мадди Уотерса»
Его первый альбом Lowdown Back Porch Blues был записан в Нью-Йорке и выпущен в 1963 году. Если музыкант «начал свою карьеру как пугающе точный подражатель других артистов» то «этот альбом впервые представил Луизиана Реда как самостоятельного музыканта, способного идти своим путём. Для своего времени это была прогрессивная работа, предвосхищавшая открытия блюз-рока».  Его сингл 1964 года «I’m Too Poor to Die» смог добраться до позиции 117 в Billboard Hot 100. В дальнейшем Луизиана Ред продолжал активно выступать и записываться на различных лейблах звукозаписи: Chess, Checker, Atlas, Glover, Roulette, L&R и многих других.
В начале 1980-х из Нью-Йорка музыкант переехал в Чикаго, а затем в Финикс. Как многие американские блюзовые музыканты, выступавшие в 1970—1980 годах, большее, чем на родине признание, Луизиана Ред получил в Европе. Он переехал в Германию в 1983 году, и с тех пор постоянно жил в Ганновере, приезжая в США лишь на гастроли.
Музыкант был женат трижды, от первого брака у него было трое детей, в третьем браке он усыновил двух сыновей своей жены. Во втором браке, заключенном в 1977 году и продлившимся до отъезда Луизианы Ред в Германию, он был женат на известной певице и активистке Одетте.
Умер в Ганновере 25 февраля 2012 года от последствий инсульта.
«…представитель традиционного подхода к искусству блюза на современной блюзовой сцене; последователь слайдовой манеры игры Мадди Уотерса, он, подобно Уотерсу, исполняет блюз как драму с сюжетом и развитием характеров, и играет по системе Станиславского — с полным перевоплощением»
«Луизиана Ред был необыкновенным персонажем. Огромный человек с медленной, продуманной манерой исполнения, он был блестящим автором песен, который использовал трагедии из собственного опыта для создания яркого, исходящего из души, блюза. Его техника игры на слайд-гитаре восходила к Дельте, но он также играл на гармонике и электрогитаре в пальцевом стиле, и часто трогал сам себя до слёз своей страстной вокальной подачей».
«В своих клубных выступлениях музыкант сочетал зловещий медленный блюз, часто с резкой слайд-гитарой, и энергичные номера в режиме одного человека-оркестра; его гитара дополнялась губной гармошкой, удерживаемой на грифе».
Ли Хильдебранд из Living Blues писал, что «Логика текстов Реда порой озадачивает. Он выдаёт образы, которые обещают быть блестяще раскрытыми, а затем оставляет их висеть в воздухе — неразрешёнными или заканчивающимися трудноразборчивыми строками. Однако его мелодии часто настолько откровенно личные — особенно „Everybody Laughs At Me“, исполненная в стиле Мадди Уотерса, где Ред обеспечивает единственный аккомпанемент на сильно усиленной слайд-гитаре — и подаются с такой глубиной чувств, что трудно устоять перед соблазном попасть в его орбиту».
Рик Андерсон из All Music Guide отмечал, что «У Айверсона Минтера, также известного как Луизиана Ред, интересный гибридный блюзовый звук. Его корни в Дельте, о чем ясно свидетельствует его сырой и неприукрашенный стиль. Но в то время как стереотипный звук дельта-блюза скуден и сух, часто включает только акустическую гитару и голос, подход Луизиана Ред шире, громче и беспорядочней, с большим количеством брутально перегруженной гитары и частым аккомпанементом баса и барабанов».

## Дискография

### Альбомы
- Lowdown Back Porch Blues (1963, Roulette)
- Seventh Son (1963, Carnival) (в 1972 перевыпущен как Lowdown Back Porch Blues)
- Shouts the Blues (1970, Forum Circle) (в 1970 перевыпущен как Lowdown Back Porch Blues)
- Louisiana Red Sings the Blues (1972, Atlantic Records)
- Sweet Blood Call (1975, Blue Labor)
- Dead Stray Dog (1976, Blue Labor)
- New York Blues (1979, L+R)
- Reality Blues (1980, L+R)
- High Voltage Blues (1980, Black Panther)
- Midnight Rambler (1982, Tomato/Rhino)
- Blues for Ida B (1982, JSP)
- Boy from Black Bayou (1983, L+R)
- Blues from the Heart (1983, JSP)
- Anti Nuclear Blues (1983, L+R)
- Bluesman (1984, JSP)
- Back to the Road Again (1984, MMG)
- My Life (1984, L+R)
- World on Fire (1985, MMG)
- Brothers in Blues (1985, CMA)
- Back to the Roots (1987, CMA)
- Last Mohican of the Blues (1992, Polton)
- Ashland Avenue Blues (1992, Schubert)
- Always Played the Blues (1994, JSP)
- Louisiana Red (1994, Forum)
- Blues Meets Rembetika (1994, Distazi)
- Sittin' Here Wonderin' (1995, Earwig Music)
- Sugar Hips (1995, CMA)
- Rising Sun Collection (1996, JAMR)
- I Hear the Train Coming (1997, Chrisly)
- Over My Head (1997, Chrisly)
- Walked All Night Long (1997, Blues Alliance)
- Rip Off Blues (1998, Chrisly)
- Winter & Summer Sessions (1998, Blues Factory)
- Driftin' (1999, Earwig Music)
- Millennium Blues (1999, Earwig Music)
- Sings Deep Blues (2001, P-Vine)
- A Different Shade of Red (2002, Severn)
- No Turn on Red (2005, Hightone)
- Hot Sauce (2005, Red Lightnin')
- Back to the Black Bayou (2008, Bluestown)
- You Got to Move(2009, Blu Max/Vizztone)
- Memphis Mojo (2011, Ruf)
- When My Mama Was Living (2012, Labor Records)

### Концертные альбомы
- Live & Well (1976, Ornament)
- King Bee (1978, Orchid)
- Red, Funk and Blue (1978, Black Panther)
- Live in Montreux (2000, Labor)
- Live at 55 (1994, Enja)
- Bad Case of the Blues (2004, Mojo Tone)
- Live at Painted Sky (2008, Paul Productions)
- Red Funk 'n Blue: The Complete 1978 Recordings (2021, JSP Records)

### Сборники
- Anthologie du Blues, vol. 11 (Roulette)
- Blues Classics (1983, L+R)
- Pretty Woman (1991, Blues Beacon)
- The Best of Louisiana Red (1995, Evidence)
- The Blues Spectrum of Louisiana Red, c Шуга Блу (1998, JSP)
- The Sky Is Crying (2014, Wolf Records)

### Как гость (избранное)
- Кэри Белл, Brought Up the Hard Way
- Эрик Бёрдон, Comeback
- Кент Купер, The Blues and Other Songs
- Боб Корритор, Harmonica Blues
- Чемпион Джек Дюпри, After All
- Джон Ли Хукер, Down Child
- Альберт Кинг, Blues Guitar Killers
- Альберт Кинг, Live
- Брауни МакГи, Rainy Day
- Рузвелл Радд, Blown Bone
- Джонни Шайнс, Too Wet to Plow
- Санниленд Слим, Decoration Day
- Рузвельт Сайкс, Boogie & Blues
- Рузвельт Сайкс, Music Is My Business
- Wentus Blues Band, Family Album